# Планина на слънцето
Планината на слънцето (на английски: Jebel Shams, Джебал Шамс, (на арабски: جَبَل شَمْس‎), е планина, разположена в североизточен Оман, в мухафазата Ад-Дахилия, северно от градовете Ал Хамра и Низуа. Това е най-високата планина от планинската верига Хаджар и третата по височина на Арабския полуостров. Планината е популярна забележителност, разположена на 240 км от столицата Маскат. Наречена е „Планина на слънцето“ тъй като върховете ѝ първи се огряват на зазоряване.
Планинският материал се състои от магмени скали – серпентин, диорит и базалт, типични скали от югоизточния регион на Арабския полуостров. Налични са и варовици от периода на океана Тетис и последвалата орогенеза.
Климатът е екстремен, като през лятото температурата е около 20 °C, а през зимата пада до под 0 °C.
Най-високата точка на планината е Северният връх, който според Министерството на туризма на Оман е с височина 3009 м. Северният връх е ограничена зона, тъй като е зает от военна база с радарна станция и обсерватория.
Вторият по височина връх е Южният връх, който е висок 2997 м. Южният връх е достъпен за преходи по пътеката W4, маркирана от Министерството на туризма на Оман.
На плато на височина около 2000 м югозападно от върха Северния връх са разположени малки села и туристически места за настаняване. Между платото и върха се намира забележителния каньон „Wadi Nakhar“, който е с дълбочина 1000 м, и е наричан „Великият каньон на Арабия“. Поради отдалечеността на планината от светлините на големите населени места тя е подходяща за извършване на нощна фотография.
Жителите на селата се препитават от животновъдство, земеделие и тъкане на килими. В планината вирее един вид маслина, хинап и храстът „Ziziphus lotus“ (или местно наименование – Сидър), който има плодове подобни на ябълка.
В планината виреят и едни от най-старите дървета хвойна, чиято обиколка на ствола достига до 2–3 м.
През август 2011 г. султан Кабус ибн Саид обявява някои части на планината за природен резерват.
- Изглед към село Гюл и каньона „Wadi Nakhar“
- Изглед към каньона и Северния връх
- Изглед от ръба на каньона